# Maria Leopoldina av Österrike-Tyrolen

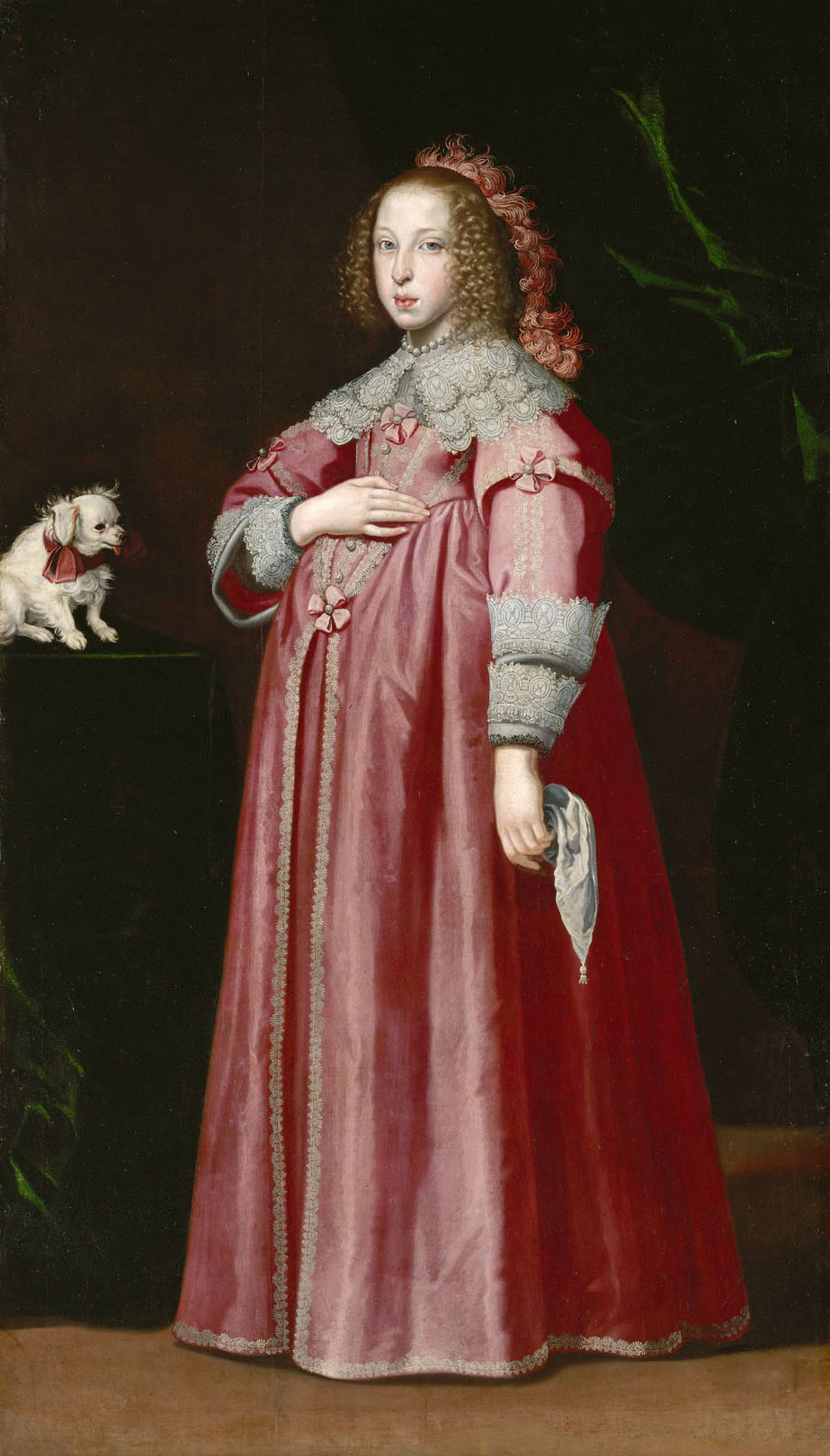
Maria Leopoldina av Österrike (1632-1649)

Maria Leopoldina av Österrike, född 1632, död 1649, tysk-romersk kejsarinna, gift med Ferdinand III, tysk-romersk kejsare.
Dotter till Leopold V av Främre Österrike-Tyrolen, ärkehertig av Österrike, och Claudia de Medici. Gift med sin kusin Ferdinand III, tysk-romersk kejsare, år 1648. 
Hon blev gravid snart efter bröllopet, men förlossningen var svår och hon dog i barnsängsfeber. Barnet Karl Josef (1649–1664; biskop) överlevde.
Maria Leopoldina ligger begravd i ätten Habsburgs gravvalv i Wien.